# عموزین‌الدین

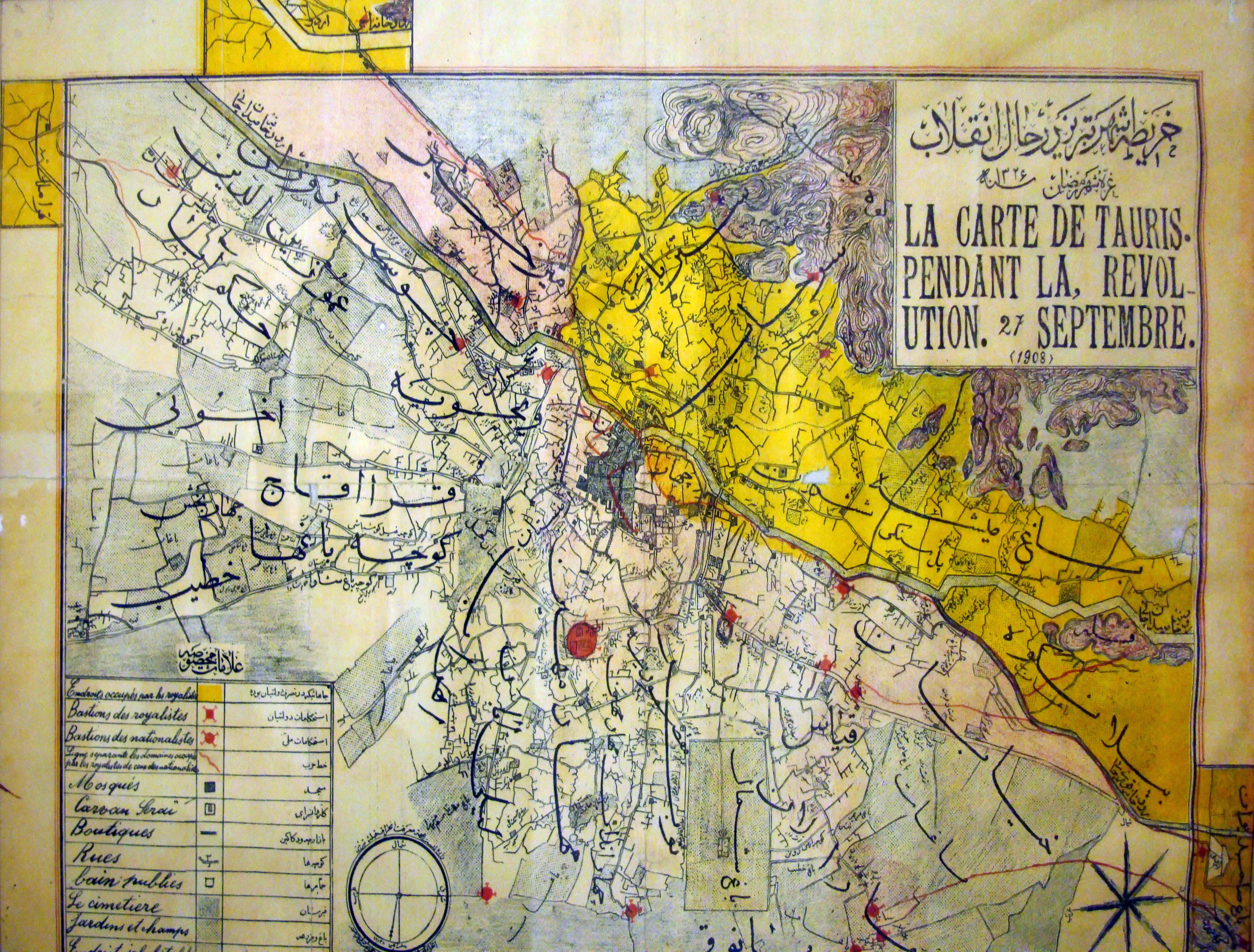
نقشه محلات تبریز -از جمله عموزین‌الدین- در دوران مشروطه، سال ۱۹۰۸

عَموزِیْنُ‌الدّینْ (اَمیرْزِیْن‌ُالدّینْ) یکی از کوی‌های شمالی و شمال باختری تبریز است که تاریخی کهن و پر بار دارد و در قدیم مردم با اصل و نسب تبریز در آن می‌زیسته‌اند. از مشاهیر این کوی می‌توان از زینب پاشا و محمدتقی جعفری نام برد. یکی از گورستان های قدیمی تبریز در کنار این کوی است که تاریخچه‌ای دیرینه دارد. این کوی از سوی شمال به رودخانهٔ مهران‌رود، از سوی جنوب به کوی حکم‌آباد، از سوی خاور به کوی چوستدوزان و از سوی باختر به کوی جمشیدآباد می‌رسد.
در یکی از وقف‌نامه‌های مربوط به زمان قراقویونلوها به‌نام وقف‌نامهٔ مظفریه نام عموزین‌الدین با عنوان امیرزین‌العارفین نوشته شده است. از قنات‌های معروف این کوی می‌توان از ایلانلو، علی‌خاتون و میرقاسم نام برد. مسجد تاریخی معجز از مهمترین مساجد عموزین‌الدین به شمار می‌رود. یکی از مشاغل قدیمی این کوی نمک فروشی است که پیشه بیشتر مردم این منطقه به شمار می‌رفت که اکنون نیز تعدادی از اهالی کوی به این کار مشغولند. بیشتر اهالی تبریز برای تهیه نمک به کوی عموزین‌الدین مراجعه می‌کنند و در قدیم عده‌ای نیز با حمل نمک بر روی گاری‌های اسب کش به کوچه پس کوچه‌های شهر تبریز رفته و با فروش این کالا امرار معاش می‌کردند. در زبان ترکی به نمک فروشان «دوزچولار» می‌گویند.